# Birmania en los Juegos Olímpicos de Los Ángeles 1984
Birmania estuvo representada en los Juegos Olímpicos de Los Ángeles 1984 por un deportista masculino que compitió en boxeo.
El portador de la bandera en la ceremonia de apertura fue el boxeador Latt Zaw. El equipo olímpico no obtuvo ninguna medalla en estos Juegos.